# Lista botaniștilor după abrevierea de autor (W–Z)
Aceasta este o listă incompletă de botaniști după abrevierile lor de autor, care sunt destinate citării denumirilor științifice sau a lucrărilor pe care le-au publicat. Această listă este întocmită după Authors of Plant Names⁠(en)[traduceți] de Brummitt & Powell (1992). Utilizarea acelei liste este recomandată prin Nota 1 Rec. 46A din International Code of Nomenclature for algae, fungi, and plants. Lista este actualizată online la The International Plant Names Index și Index Fungorum.
De notat că în unele cazuri abrevierea de autor constă dintr-un nume de familie complet, iar în alte cazuri numele este abreviat sau/și însoțit de una sau mai multe inițiale. Nu se pun spații între inițiale și nume (sau abrevierea sa).

#### Ordinea intrărilor
Lista de aici este menținută strict în ordinea alfabetică a abrevierilor; astfel "A.B.Jacks." apare la litera "A" și nu la "J", și este situat astfel ca și cum caracterele ar fi fost "ABJACKS". Capitalizarea este ignorată, la fel ca și toate caracterele non-alfabetice ca puncte și spații. Semenele diacritice de asemenea sunt ignorate, astfel încât, de exemplu, "ü" este tratat ca și cum ar fi "u".

#### Navigare
Din cauza lungimii sale, lista este despărțită în mai multe pagini separate. Toate secțiunile alfabetice pot fi accesate din cuprins.

## A–V
| Liste: | A | B | C | D | E F | G | H | I J | K L | M | N O | P | Q R | S | T U V | W X Y Z |

Pentru a găsi intrări ce încep cu A–V, folosiți cuprinsul de mai sus.

## W
| Liste: Sus | A | B | C | D | E F | G | H | I J | K L | M | N O | P | Q R | S | T U V | W X Y Z |

- W.A.Archer – William Andrew Archer (1894–1973)
- W.A.Bell – Walter Andrew Bell (1889–1969)
- W.A.Clark – William Andrew Clark (1911–1983)
- W.A.Clarke – William Ambrose Clarke (1841–1911)
- Waddell – Coslett Herbert Waddell (1858–1919)
- Wade – Walter Wade (1760–1825)
- Wadhwa – Brij Mohan Wadhwa (1933–2009)
- Wad.Khan – M. A. Wadood Khan (fl. 1982)
- Wahl – Herbert Alexander Wahl (1900-1975)
- Wahlenb. – Göran Wahlenberg (1780–1851)
- Waisb. – Anton Waisbecker (1835–1916)
- Waldst. – Franz de Paula Adam von Waldstein (1759–1823)
- Wall. – Nathaniel Wallich (1786–1854)
- Wallace – Alfred Russel Wallace (1823–1913)
- Wallander – Eva Wallander (fl. 2000)
- Wallays – Antoine Charles François Wallays (1812–1888)
- Wallenwein – Fritz Wallenwein (fl. 2012)
- Wallerius – Johan Gottschalk Wallerius (1709–1785)
- Walleyn – Ruben Walleyn (1966–2008)
- Wallis – Gustav Wallis (1830–1878)
- Wallman – Johan Haquin Wallman (1792–1853)
- Walln. – Anton Wallnöfer (1856–1926)[5]
- Wallner – Joseph Wallner (1909–1935)
- Wallossek – Christoph Wallossek (fl. 1999)
- Wallr. – Karl Friedrich Wilhelm Wallroth (1792–1857)
- Wallwork – H. Wallwork (fl. 1988)
- Walp. – Wilhelm Gerhard Walpers (1816–1853)
- Walter – Thomas Walter (1740–1789)
- Walters – Stuart Max Walters (1920–2005)
- W.Anderson – William Anderson (1750–1778)
- Wangenh. – Friedrich Adam Julius von Wangenheim (1749–1800)
- Wangerin – Walther Wangerin (1884–1938)
- Warb. – Otto Warburg (1859–1938)
- W.Archer – William Archer (1830–1897)
- W.Archer bis – William Archer (1820–1874)
- Ward – Lester Frank Ward (1841–1913)
- Warder – John Aston Warder (1812–1883)
- Wardle – Peter Wardle (1931–2008)
- Warm. – Johannes Eugenius Bülow Warming (1841–1924)
- Warner – Richard Warner (c. 1711 to 1713–1775)
- Warnock – Barton Holland Warnock (1911–1998)
- Warnst. – Carl Friedrich Warnstorf (1837–1921)
- W.A.Rodrigues – William Antônio Rodrigues (n. 1928)
- Warsz. – Józef Warszewicz Ritter von Rawicz (1812–1866)
- Wasser - Solomon P. Wasser (1946- )
- Waterh. – Benjamin Waterhouse (1754–1846)
- Watling – Roy Watling (n. 1938)
- Watson – William Watson (1715–1787)
- Watt – David Allan Poe Watt (1830–1917)
- W.A.Weber – William Alfred Weber (n. 1918)
- Wawra – Heinrich Wawra von Fernsee (1831–1887)
- W.Bartram – William Bartram (1739–1823)
- W.B.Clarke – Walter Bosworth Clarke (n. 1879)
- W.C.Barton – William Charles Barton (1874–1955)
- W.C.Cheng – Wan Chun Cheng (1904–1983)
- W.C.Martin – William Clarence Martin (1923–2010)
- W.Cooper – William Cooper (1798–1864)
- W.D.Clark – W. Dennis Clark (n. 1948)
- W.D.Francis – William Douglas Francis (1889–1959)
- W.Dietr. – Werner Dietrich (1938–2011)
- W.D.J.Koch – Wilhelm Daniel Joseph Koch (1771–1849)
- Weath. – Charles Alfred Weatherby (1875–1949)
- Weatherwax – Paul Weatherwax (1888–1976)
- Webb – Philip Barker Webb (1793–1854)
- Weber – Georg Heinrich Weber (1752–1828)
- Weberb. – Augusto Weberbauer (1871–1948)
- Wedd. – Hugh Algernon Weddell (1819–1877)
- Wedem. – Wedemeyer (fl. înainte de 1803)
- W.E.Evans – William Edgar Evans (1882–1963)
- Wege – Juliet Wege (n. 1971)
- W.E.Higgins – Wesley Ervin Higgins (n. 1949)
- Weidman – Frederick DeForest Weidman (1881–1956)[6]
- Weigel – Christian Ehrenfried von Weigel (1748–1831)
- Weihe – Carl Ernst August Weihe (1779–1834)
- Weiller – Marc Weiller (1880–1945)
- Weim. – August Henning Weimarck (1903–1980)
- Weinm. – Johann Anton Weinmann (1782–1858)
- W.E.Lawr. – William Evans Lawrence (botanist) (1883–1950)
- Wells – Bertram Whittier Wells (1884–1978)
- Welw. – Friedrich Welwitsch (1806–1872)
- Wendelbo – Per Erland Berg Wendelbo (1927–1981)
- Wender. – Georg Wilhelm Franz Wenderoth (1774–1861)
- Went – Friedrich August Ferdinand Christian Went (1863–1935)
- Werderm. – Erich Werdermann (1892–1959)
- Wernham – Herbert Fuller Wernham (1879–1941)
- W.E.Rogers – Walter E. Rogers (botanist) (1890–1951)
- Wesm. – Alfred Wesmael (1832–1905)
- Wess.Boer – Jan Gerard Wessels Boer (n. 1936)
- West – William West (1848–1914)
- Wester – Peter Jansen Wester (1877–1931)
- Westerd. – Johanna Westerdijk (1883–1961)
- Weston – Richard Weston (c. 1733–1806)
- Wetschnig – Wolfgang Wetschnig (n. 1958)
- Wettst. – Richard Wettstein (1863–1931)
- Weyer – William John Bates van de Weyer (1870–1946)
- Weyland – Hermann Gerhard Weyland (1888–1974)
- W.F.Barker – Winsome Fanny ('Buddy') Barker (1907–1994)
- W.F.Hillebr. – William Francis Hillebrand (1853–1925)
- W.Fitzg. – William Vincent Fitzgerald (1867–1929)
- W.G.Lee – William George Lee (n. 1950)
- W.G.Schneid. – Wilhelm Gottlieb Schneider (1814–1889)
- W.H.Adey – Walter H. Adey (n. 1934)
- W.H.Baker – William Hudson Baker (1911–1985)
- W.H.Brewer – William Henry Brewer (1828–1910)
- W.H.Duncan – Wilbur Howard Duncan (1910–2005)
- Wherry – Edgar Theodore Wherry (1885–1982)
- W.H.Gibson – William Hamilton Gibson (1850–1896)
- W.Hill – Walter Hill (1820–1904)
- Whipple – Amiel Weeks Whipple (1816–1863)
- Whitaker – Thomas Wallace Whitaker
- Whitehouse – Eula Whitehouse (1892–1974)
- Whitel. – Thomas Whitelegge (1850–1927)
- Whitmore – Timothy Charles Whitmore (1935–2002)
- Whittall – Edward Whittall (1851–1917)
- W.H.Lang – William Henry Lang (1874–1960)
- W.H.Lewis – Walter Hepworth Lewis (n. 1930)
- W.H.Mills – William Hobson Mills (1873–1959)
- W.Hook. – William Hooker (1779–1832)
- W.Hunter – William Hunter (1755–1812)
- W.H.Wagner – Warren Herbert Wagner (1920–2000)
- Wibel – August Wilhelm Eberhard Christoph Wibel (1775–1814)
- Wich. – Max Ernst Wichura (1817–1866)
- Widder – Felix Joseph Widder (1892–1974)
- Wiedem. – Ferdinand Johann Wiedemann (1805–1887)
- Wied-Neuw. – Maximilian Alexander Philipp zu Wied-Neuwied (1782–1867)
- Wiegand – Karl McKay Wiegand (1873–1942)
- Wieland – George Reber Wieland (1865–1953)
- Wiersema – John H. Wiersema (n. 1950)
- Wierzb. – Piotr Pawlus (Peter (Petrus) Paulus) Wierzbicki (1794–1847)
- Wigand – Julius Wilhelm Albert Wigand (1821–1886)
- Wiggins – Ira Loren Wiggins (1899–1987)
- Wight – Robert Wight (1796–1872)
- Wikstr. – Johan Emanuel Wikström (1789–1856)
- Wilcock – Christopher C. Wilcock (n. 1946)
- Wilczek – Ernst Wilczek (1867–1948)
- Wild – Hiram Wild (1917–1982)
- Wilh. – Gottlieb Tobias Wilhelm (1758–1811)
- Willd. – Carl Ludwig von Willdenow (1765–1812)
- Wille – Johan Nordal Fischer Wille (1858–1924)
- Williams – Samuel Williams (1743–1817)
- Willis – John Christopher Willis (1868–1958)
- Willk. – Heinrich Moritz Willkomm (1821–1895)
- Wilkes – Charles Wilkes (1798–1877)
- Wilson – William M. Wilson (1799–1871)
- Wimm. – Christian Friedrich Heinrich Wimmer (1803–1868)
- Windham – Michael D. Windham (n. 1954)
- Windsor – John Windsor (1787–1868)
- Wipff – Joseph K. Wipff (n. 1962)
- Wirtg. – Philipp Wilhelm Wirtgen (1806–1870)
- Wisl. – Friedrich(Frederick) Adolph Wislizenus (1810–1889)
- Wistuba – Andreas Wistuba (n. 1967)
- With. – William Withering (1741–1799)
- Witham – Henry Thomas Maire Silvertop Witham (1779–1844)
- Wittm. – Ludwig Wittmack (1839–1929)
- Wittr. – Veit Brecher Wittrock (1839–1914)
- W.Jacobsen – Werner Bahne Georg Jacobsen (1909–1995)
- W.J.Baker – William John Baker (n. 1972)
- W.J.de Wilde – Willem Jan Jacobus Oswald de Wilde (n. 1936)
- W.J.Martin – Weston Joseph Martin (n. 1917)
- W.J.Zinger – Vasily Jakovlevich Zinger (1836–1907)
- W.L.Clement – Wendy L. Clement (fl. 2009)
- W.L.Culb. – William Louis Culberson (1929–2003)
- W.L.E.Schmidt – Wilhelm Ludwig Ewald Schmidt (1804–1843)
- W.L.Wagner – Warren Lambert Wagner (n. 1950)
- W.L.White – William Lawrence White (1908–1952)
- W.MacGill. – William MacGillivray (1796–1852)
- W.Martin – William Martin (1886–1975)
- W.Mast. – William Masters (1796–1874)
- W.M.Curtis – Winifred Mary Curtis (1905–2005)
- W.N.Cheesman – William Norwood Cheesman (1847–1925)
- W.N.Powell – William Nottingham Powell (n. 1904)
- Wodehouse – Roger Philip Wodehouse (1889–1978)
- W.O.Dietr. – Wilhelm Otto Dietrich (1881–1964)
- Wolf – Nathanael Matthaeus von Wolf (1724–1784)
- Wolle – Francis Wolle (1817–1893)
- Wollenw. – Hans Wilhelm Wollenweber (1879–1949)
- Wolley-Dod – Anthony Hurt Wolley-Dod (1861–1948)
- Wood – William Wood (1745–1808)
- Woodcock – Hubert Bayley Drysdale Woodcock (1867–1957)
- Woodson – Robert Everard Woodson (1904–1963)
- Woodv. – William Woodville (1752–1805)
- Woodw. – Thomas Jenkinson Woodward (1745–1820)
- Woolls – William Woolls (1814–1893)
- Woolward – Florence Helen Woolward (1854–1936)
- Wooton – Elmer Otis Wooton (1865–1945)
- Wormsk. – Morten Wormskjold (1783–1845)
- Woronow – Yury Nikolaevich Voronov (scris și Georg sau Jurij Nikolaewitch Woronow) (1874–1931)
- Worsley – Arthington Worsley (1861–1944)
- Woyn. – Heinrich Karl Woynar (1865–1917)
- W.Palmer – William Palmer (1856–1921)
- W.P.Armstr. – Wayne Paul Armstrong (n. 1941)
- W.Parry – William Edward Parry (1790–1855)
- W.P.C.Barton – William Paul Crillon Barton (1786–1856)
- W.Peck – William Dandridge Peck (1763–1822)
- W.Penn. – Winifred Ann Pennington (Tutin) (1915–2007)
- W.Petz. – Karl Wilhelm Petzold (1848–1897)
- W.P.Fang – Wen-Pei Fang (1899–1983)
- W.Phillips – William Phillips (botanist) (1822–1905)
- W.Q.Zhu – Wei-Qing Zhu (fl. 1999)
- Wraber – Tone Wraber (1938–2010)
- W.R.B.Oliv. – Walter Reginald Brook Oliver (1883–1957)
- W.R.Buck – William Russell Buck (n. 1950)
- W.Remy – Winfried Remy (1924–1995)
- W.R.Ernst – Wallace Roy Ernst (1928–1971)
- W.Rich – William Rich (1800–1864)
- Wright – John Wright (1811–1846)
- W.R.Linton – William Richardson Linton (1850–1908)
- W.Saunders – William Saunders (1822–1900)
- W.Schnizl. – Karl Friedrich Chrisoph Wilhelm Schnizlein (1780–1856)
- W.Schultze-Motel – Wolfram Schultze-Motel (1934–2011)
- W.S.Cooper – William Skinner Cooper (1884–1978)
- W.Seem. – Wilhelm Eduard Gottfried Seemann (d. 1868)
- W.Siev. – Wilhelm Sievers (1860–1921)
- W.S.Stewart – William Sheldon Stewart (1914–1997)
- W.Stone – Witmer Stone (1866–1939)
- W.T.Aiton – William Townsend Aiton (1766–1849)
- W.T.Davis – William Thompson Davis (1862–1945)
- W.Theob. – William Theobald (1829–1908)
- Wulfen – Franz Xaver von Wulfen (1728–1805)
- Wullschl. – Heinrich Wullschlägel (1805–1864)
- Wurdack – John Julius Wurdack (1921–1998)
- Wurmb – Friedrich von Wurmb (d. 1781)
- Württemb. – Prince Friedrich Paul Wilhelm von Württemberg (1797–1860)
- W.Watson – William Watson (1858–1925)
- W.Wendte – William Wendte (1877–1904)
- W.West – William West Jr. (1875–1901)
- W.Wettst. – Wolfgang Wettstein (n. 1898)
- W.Wight – William Franklin Wight (1874–1954)
- W.Wolf – Wolfgang Wolf (1875–1950)
- W.W.Payne – Willard William Payne (n. 1937)
- W.Wright – William Wright (1735–1819)
- W.W.Sm. – William Wright Smith (1875–1956)
- Wyatt-Sm. – John Wyatt-Smith (1917–2002)
- Wydler – Heinrich Wydler (1800–1883)
- W.Y.Hsia – Wei Ying Hsia (1896–1987)
- W.Zimm. – Walter Max Zimmerman (1892–1980)

## X
| Liste: Sus | A | B | C | D | E F | G | H | I J | K L | M | N O | P | Q R | S | T U V | W X Y Z |

- X.F.Gao – Xin Fen Gao (n. 1965)
- X.J.Xue – Xiang Ji Xue (collected in 1983)

## Y
| Liste: Sus | A | B | C | D | E F | G | H | I J | K L | M | N O | P | Q R | S | T U V | W X Y Z |

- Yakovlev – Gennady Pavlovic Yakovlev (n. 1934)
- Yasuda – Atsushi Yasuda (1868–1924)
- Yates – Lorenzo Gordin Yates (1837–1909)
- Y.C.Wu – Yin Chan Wu (1901–1950)
- Y.C.Yang – Yung Chang Yang (n. 1927)
- Yen C.Yang – Yen Chin Yang (1913–1984)
- Yeo – Peter Frederick Yeo (1929–2010)
- Y.F.Deng – Yun Fei Deng (fl. 2001)
- Yii – P.C. Yii (fl. 2001)
- Y.N.Lee – Yong No Lee (1920–2008)
- Yo.Tanaka – Yoshio Tanaka (1838–1916)
- Ysabeau – Alexandre Victor Frédéric Ysabeau (1793–1873)
- Y.Sasaki – Yoshiyuki Sasaki (1926–1972)
- Y.Schouten – Y. Schouten (fl. 1985)
- Y.S.Kim – Yun Shik Kim (n. 1934)
- Y.S.Wang – Yu Sheng Wang (fl. 1985)
- Yunck. – Truman George Yuncker (1891–1964)
- Yu.Tanaka – Yuichiro Tanaka (1901–1983)
- Y.Y.Fang – Yun Yi Fang (n. 1916)

## Z
| Liste: Sus | A | B | C | D | E F | G | H | I J | K L | M | N O | P | Q R | S | T U V | W X Y Z |

- Zabel – Hermann Zabel (1832–1912)
- Zahlbr. – Alexander Zahlbruckner (1860–1938)
- Zahn – Karl Hermann Zahn (1865–1940)
- Zämelis – Aleksander Zämelis (1897–1943)
- Zanardini – Giovanni Antonio Maria Zanardini (1804–1878)
- Zanoni – Thomas A. Zanoni (n. 1949)
- Zanted. – Giovanni Zantedeschi (1773–1846)
- Zapał. – Hugo Zapałowicz (1852–1917)
- Zappi – Daniela Cristina Zappi (n. 1965)
- Zarrei – Mehdi Zarrei (n. 1979)
- Zaw. – Aleksander Zawadzki (1798–1868)
- Zaytzeva – Ekaterina S. Zaytzeva (fl. 1999)
- Z.Collins – Zacchaeus Collins (1764–1831)
- Zea – Francisco Antonio Zea (1770–1822)
- Zeiller – Charles René Zeiller (1847–1915)
- Zenari – Silvia Zenari (1896–1956)
- Zenker – Jonathan Carl Zenker (1799–1837)
- Zenkert – Charles Anthony Zenkert (1886–1972)
- Zeyh. – Karl Ludwig Philipp Zeyher (1799–1858)
- Zhao – Yu Tang Zhao (1932–2010)
- Zhebrak – Anton Romanovich Zhebrak (1901–1965)[7]
- Z.H.Pan – Ze Hui Pan (n. 1938)
- Z.H.Tsi – Zhan Huo Tsi (1937–2001)
- Z.H.Yang – Zen Hong Yang (fl. 1988)
- Ziel. – Jerzy Zielinski (n. 1943)
- Zijp – Coenraad van Zijp (n. 1879)
- Zimm. – Philipp Wilhelm Albrecht Zimmermann (1860–1931)
- Zinn – Johann Gottfried Zinn (1727–1759)
- Zipp. – Alexander Zippelius (1797–1828)
- Z.Iwats. – Zennoske Iwatsuki (n. 1929)
- Ziz – Johann Baptist Ziz (1779–1829)
- Zizka – Georg Zizka (n. 1955)[8]
- Zohary – Michael Zohary (1898–1983)
- Zoll. – Heinrich Zollinger (1818–1859)
- Zona – Scott Zona (n. 1959)
- Zonn. – Ben Zonneveld (n. 1940)
- Zopf – Friedrich (or Friederich) Wilhelm Zopf (1846–1909)
- Zorn – Johannes Zorn (1739–1799)
- Z.Plobsh. – Friedrich August Zorn von Plobsheim (1711–1789)
- Z.P.Wang – Zheng Ping Wang (n. 1929)
- Zucc. – Joseph Gerhard Zuccarini (1790–1848)
- Zuccagni – Attilio Zuccagni (1754–1807)
- Zuloaga – Fernando Omar Zuloaga (n. 1951)
- Zwanziger – Gustav Adolf Zwanziger (1837–1893)
- Zycha – Herbert Zycha (1903–1998)